# Androdeloscia silvatica
Androdeloscia silvatica là một loài chân đều trong họ Philosciidae. Loài này được Lemos de Castro & Souza miêu tả khoa học năm 1986.